# 7,62 × 45 mm

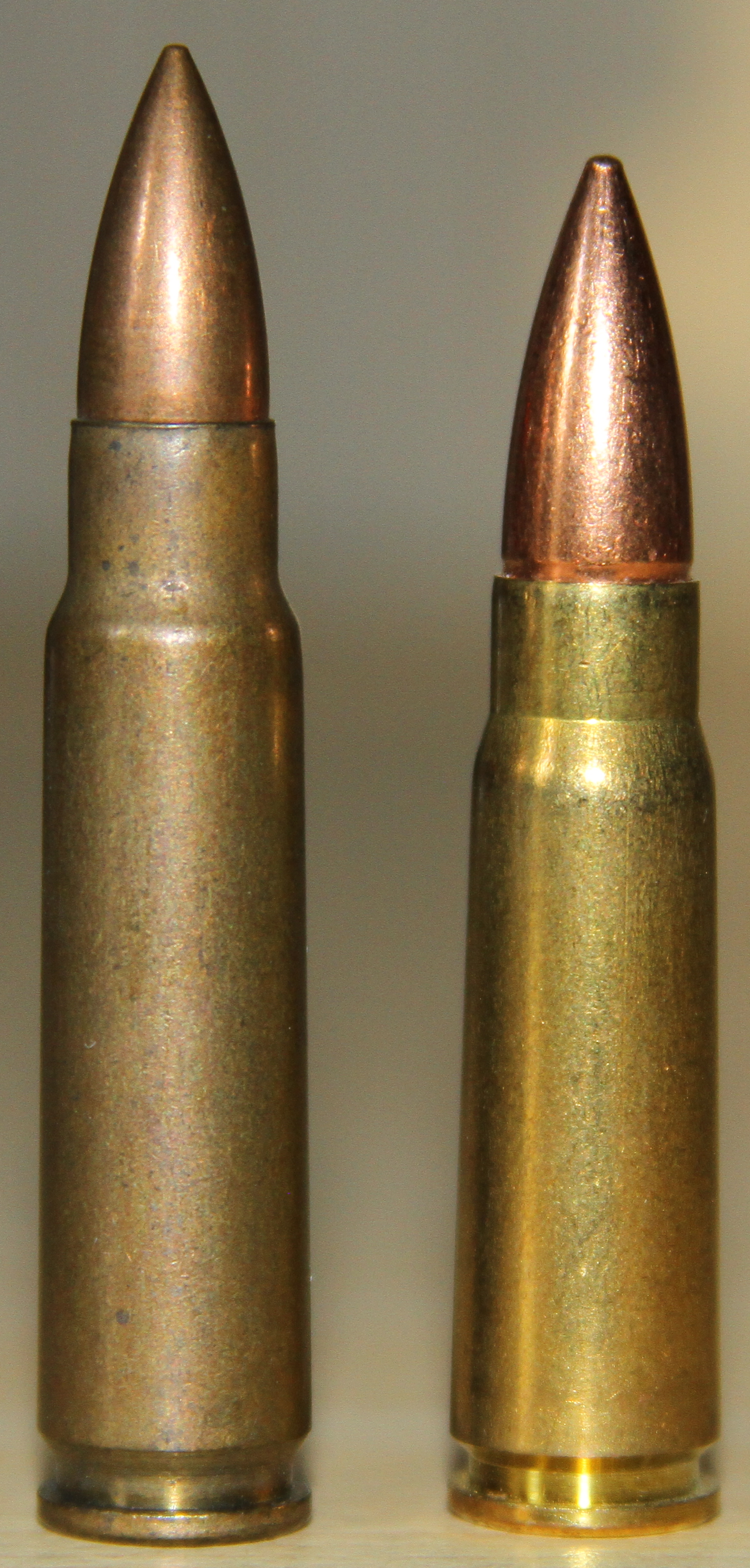
Srovnání náboje 7,62 × 45 mm (vlevo) s nábojem 7,62 × 39 mm

7,62 × 45 mm (značený 7,62 × 45 organizací C.I.P.) je puškový náboj s bezokrajovou nábojnicí lahvovitého tvaru, vyvinutý v Československu. Využití našel u zbraní jako puška vz. 52, kulomet vz. 52 a lehký kulomet ZB-530. Od tohoto náboje bylo později upuštěno, protože Československo začalo používat standardní náboj Varšavské smlouvy 7,62 × 39 mm. Jeho úsťová rychlost a energie jsou mírně vyšší než u náboje 7,62 × 39 mm.